# Reffannes
Reffannes ist eine französische Gemeinde im Département Deux-Sèvres in der Region Nouvelle-Aquitaine (vor 2016: Poitou-Charentes). Sie hat 386 Einwohner (Stand: 1. Januar 2022) und gehört zum Arrondissement Parthenay sowie zum Kanton La Gâtine. Die Einwohner werden Reffannais genannt.

## Geographie
Reffannes liegt etwa elf Kilometer südsüdöstlich von Parthenay und etwa 33 Kilometer nordnordöstlich von Niort in der Landschaft Gâtine.

### Nachbargemeinden
Umgeben wird Reffannes von den Nachbargemeinden Beaulieu-sous-Parthenay im Norden, Vausseroux im Nordosten, Vautebis im Osten, Les Châteliers im Südosten, Clavé im Süden sowie Saint-Lin im Westen.

## Bevölkerungsentwicklung
| Jahr      | 1954 | 1962 | 1968 | 1975 | 1982 | 1990 | 1999 | 2006 | 2019 |
| Einwohner | 344  | 368  | 316  | 296  | 326  | 325  | 351  | 371  | 376  |

## Sehenswürdigkeiten

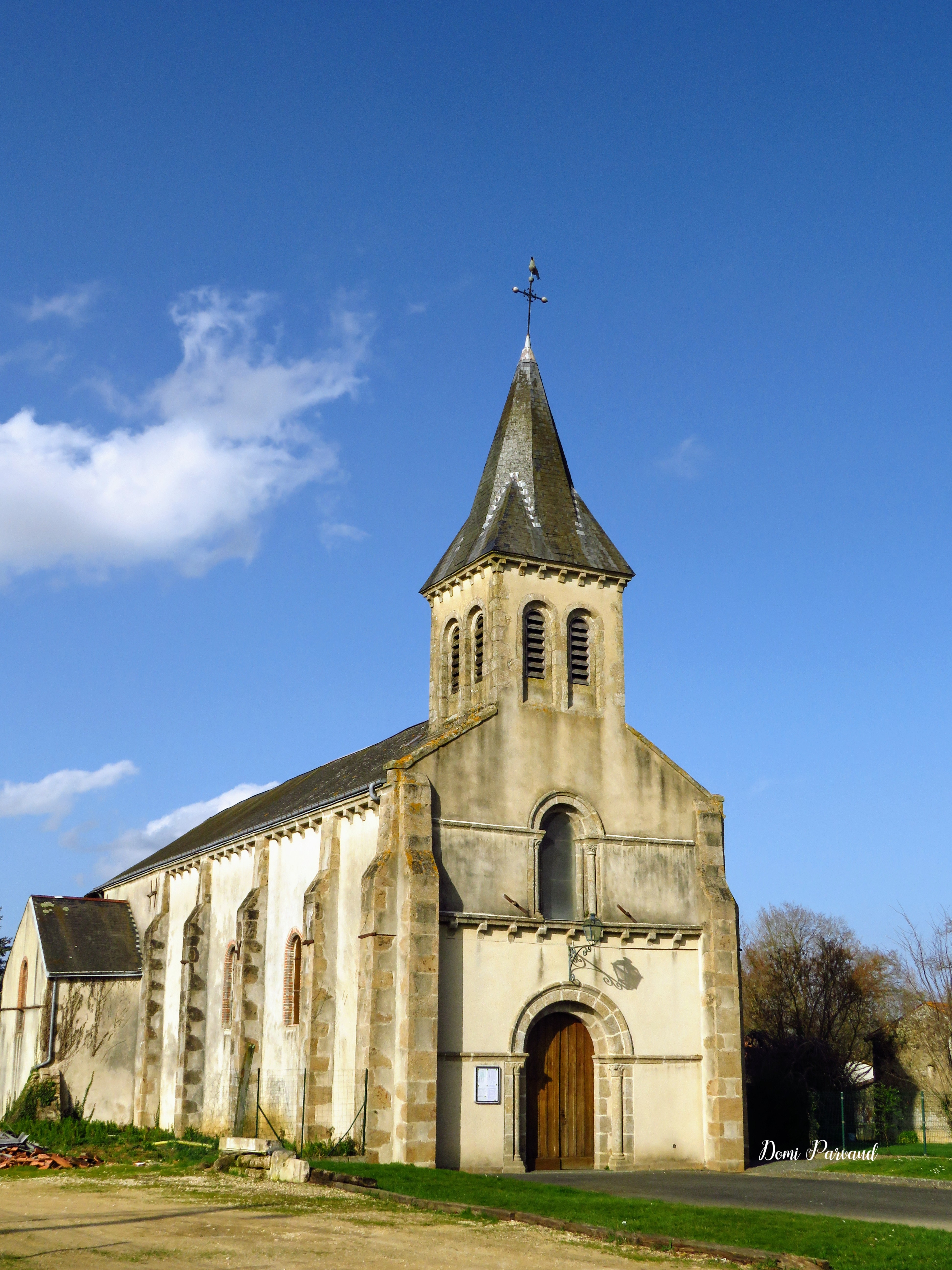
Kirche Saint-Vincent-de-Paul

- Kirche Saint-Vincent-de-Paul